# Abiy Ahmed
Abiy Ahmed (amhàric: አብይ አህመድ አሊ)  (Beshasha, 15 d'agost de 1976), també transliterat Abiy Ahmed Ali, és un enginyer informàtic, militar, polític i estadista etíop que és l'actual primer ministre d'Etiòpia des del 2 d'abril de 2018. L'any 2019 va ser guardonat amb el Premi Nobel de la Pau.
És president del Partit Demòcrata Oromo (ODP) i líder del Front Democràtic Revolucionari del Poble Etíop (EPRDF), coalició governant des del 1991. Previ a la seva elecció com a primer ministre, Abiy també és diputat de l'Assemblea Parlamentària Federal i exercí com a Ministre de Ciència i Tecnologia entre 2015 i 2016 abans de la seva arribada al càrrec de primer ministre.
Havent estat funcionari d'intel·ligència de l'exèrcit etíop, Abiy va assumir el càrrec de primer ministre l'abril del 2018, enmig de les protestes generalitzades contra el règim autoritari d'Hailemariam Desalegn. Abiy és el primer oromo ètnic (l'ètnia majoritària del país) a exercir la direcció del govern d'Etiòpia. Des de la seva arribada al poder, Abiy ha encapçalat un ampli procés de reforma política, social i econòmica, des de l'alliberament de més de 7.600 presoners considerats presos polítics només a la Regió d'Oromia (més altres 575 detinguts a nivell nacional) i el retorn de diversos dirigents opositors exiliats, la liberalització progressiva de l'economia en detriment de l'habitual monopoli estatal i el cridat a una reforma constitucional que revisés el sistema de federalisme ètnic implementat al país, considerat com un dels principals motius per a les tensions racials persistents a Etiòpia. Abiy ha anunciat que busca una transició progressiva cap a una plena democràcia multipartidista. La seva administració ha encoratjat també un augment de la participació de la dona en la política etíop, instigant l'elecció de Sahle-Work Zewde com a presidenta de la república i promovent el nomenament de l'advocada activista pels drets de les dones Meaza Ashenafi com a presidenta de la Cort Suprema Federal, a més d'assolir la paritat de gènere dins del seu gabinet.
En matèria de política exterior, Abiy ha estat elogiat pels seus grans avenços en la recerca de la pau permanent amb Eritrea (amb qui es trobava en un conflicte fronterer estancat des de l'any 2000), assolint finalment el restabliment de les relacions diplomàtiques entre els dos països el 8 de juliol de 2018. Ha buscat també una participació destacada per al seu país en la resolució de la guerra civil persistent a la veïna Sudan del Sud, oferint a Etiòpia com a seu per a les converses de pau.
L’octubre de 2021, Abiy Ahmed va ser jurat oficialment per un segon mandat de cinc anys.

## Educació i primers anys
Abiy Ahmed va néixer a la ciutat de Beshasha, a la històrica província de Kaffa (a la regió d'Oromia), Etiòpia, el 15 d'agost de 1976. El seu pare, Ahmed Ali, és un Oromo musulmà, mentre que la seva morta mare, Tezeta Wolde era una cristiana ortodoxa amhara.
Abiy és el tretzè fill del seu pare i va ser el sisè i el fill més jove de la seva mare. El seu nom d'infància era "Abiyot", que significa Revolució, en amhàric, un nom que de vegades es donava als nens després de la revolució etíop de 1974 que havia enderrocat a la monarquia i instaurat un règim comunista. El llavors Abiyot va anar a l'escola primària local i després va continuar els seus estudis en escoles secundàries a la ciutat de Agaro. Abiy, segons diversos informes personals, sempre va estar molt interessat en la seva pròpia educació i més tard, en la seva vida, també va animar a altres a aprendre i millorar.
Mentre treballava en la Força de Defensa Nacional d'Etiòpia, Abiy va rebre el seu primer grau, una llicenciatura en Enginyeria Informàtica, de l'Escola de Tecnologia d'Informació Microlink a Addis Abeba el 2001. El 2005, Abiy va obtenir un certificat de postgrau en criptografia en Machine Dynamics a Pretòria, República de Sud-àfrica (xifrat AES basat en xifrat de bloc). Abiy té un Mestratge en Arts en Lideratge i Canvi Transformacional amb Mèrit, obtinguda de l'Escola de Negocis de la Universitat de Greenwich, Londres, en col·laboració amb l'Institut Internacional de Lideratge, Addis Abeba, el 2011. També té un Mestratge en Administració d'Empreses de Leadstar College of Management and Leadership a Addis Abeba en associació amb la Universitat d'Ashland en 2013.
Abiy, qui havia començat el seu treball de Doctor en Filosofia (PhD) fa diversos anys com a estudiant regular, va completar el seu PhD en 2017 a l'Institut per a Estudis de Pau i Seguretat, Universitat d'Addis Abeba. Va fer el seu treball de doctorat en el districte electoral d'Agaro amb la tesi doctoral titulada "El capital social i el seu paper en la resolució de conflictes tradicionals a Etiòpia: el cas del conflicte interreligiós en l'estat de la zona d'Jimma". Com seguiment de la seva tesi doctoral, va publicar un article d'investigació sobre estratègies de reducció en el Butlletí de la Banya d'Àfrica en un nombre de revista especial dedicat a contrarestar l'extremisme violent.

## Carrera militar
Encara adolescent, a principis de 1991, es va unir a la lluita armada contra el règim marxista-leninista de Mengistu Haile Mariam després de la mort del seu germà gran. Ho va fer com a membre de l'ODP (Partit Demòcrata Oromo), que en aquell moment era una organització petita de només uns 200 combatents en el gran exèrcit de coalició d'uns 100.000 combatents que va resultar en la caiguda del règim aquest mateix any. Com que només hi havia tan pocs combatents PAO en un exèrcit amb el seu nucli de al voltant de 90.000 tigrinya, Abiy ràpidament va haver d'aprendre l'idioma tigrinya. Com orador de tigrinyà en un aparell de seguretat dominat per tigrinyans, podria avançar en la seva carrera militar.
Després de la caiguda del règim, va prendre entrenament militar formal de la Brigada Assefa a West Wollega i va ser destinat allà. El seu lloc militar estava en intel·ligència i comunicacions. Més tard es va convertir en soldat en l'actual Força de Defensa Nacional d'Etiòpia el 1993 i va treballar principalment en el departament d'intel·ligència i comunicacions. El 1995, després del genocidi ruandès, va ser enviat com a membre de la Força de les Nacions Unides per al Manteniment de la Pau (UNAMIR), Kigali, Ruanda.
Durant la guerra fronterera entre Etiòpia i Eritrea entre 1998 i 2000, va dirigir un equip d'intel·ligència per descobrir les posicions de les Forces de Defensa d'Eritrea. Més tard, Abiy va ser enviat de retorn a la seva ciutat natal de Beshasha, on ell, com a oficial de les Forces de Defensa, va haver d'abordar una situació crítica d'enfrontaments interreligiosos entre musulmans i cristians amb diversos morts. Va intentar mantenir la calma i la pau en una situació de tensions comunals que acompanyen els enfrontaments. Això va ser com un preludi del seu paper com a mediador interreligiós en el qual es va convertir en anys posteriors.
El 2008, Abiy va ser un dels cofundadors de l'Agència de Seguretat de la Xarxa d'Informació d'Etiòpia (INSA), on va treballar en diferents llocs. Durant dos anys, va ser director interí de INSA a causa d'un permís d'absència del director assignat al lloc. en aquesta capacitat, va ser membre de la junta de diverses agències governamentals que treballen en informació i comunicacions, com Ethio Telecom i Ethiopian Television. El 2010, Abiy finalment va decidir deixar l'exèrcit i el seu lloc com a subdirector de l'INSA per convertir-se en polític. El rang més alt que havia assolit durant la seva carrera militar era el de tinent coronel.

## Carrera política

### Membre del Parlament
Va començar la seva carrera política com a membre de l'ODP (Partit Demòcrata Oromo). L'ODP és el partit governant a la Regió d'Oromia des de 1991 i també un dels quatre partits de coalició de la coalició governant a Etiòpia, l'EPRDF (Front Democràtic Revolucionari del Poble Etíop). Es va convertir en membre del comitè central de l'ODP i membre del congrés del comitè executiu de EPRDF, en ràpida successió.
En les eleccions nacionals de 2010, Abiy va representar al Woreda (districte) de Agaro i es va convertir en membre electe de la Cambra de Representants dels Pobles, la cambra baixa de l'Assemblea Parlamentària Federal d'Etiòpia. Abans i durant el seu temps de servei parlamentari, hi va haver diversos enfrontaments religiosos entre musulmans i cristians a la zona de Jimma. Algunes d'aquestes confrontacions es van tornar violentes i van resultar en la pèrdua de vides i béns. Abiy, com a membre electe del parlament, va prendre un paper proactiu en el treball amb diverses institucions religioses i ancians per aconseguir la reconciliació a la zona. Posteriorment va crear un fòrum titulat "Fòrum religiós per la pau", com a resultat de la necessitat de dissenyar un mecanisme de resolució sostenible per restablir la interacció pacífica entre la comunitat musulmana i cristiana a la regió.
En 2014, durant el seu temps al parlament, Abiy es va convertir en el director general d'un nou Institut de Recerca de Govern fundat el 2011, anomenat Centre d'Informació de Ciència i Tecnologia (STIC). L'any següent, el 2015, Abiy es va convertir en membre executiu de ODP. El mateix any va ser reelegit per a la Cambra de Representants dels Pobles per un segon mandat, aquest cop per a la seva casa al Woreda de Gomma.

### Ascens al poder
A partir de 2015, Abiy va esdevenir una de les figures centrals en la lluita violenta contra les activitats il·legals d'apropiació de terres a la regió d'Oromia i especialment al voltant de la capital, Addis Abeba. Tot i que el 'Pla Mestre d'Addis Abeba' al cor dels plans d'acaparament de terres es va aturar el 2016, les disputes van continuar per algun temps i van resultar en lesions i morts. Va ser aquesta lluita contra l'acaparament de terres, el que finalment va impulsar la carrera política d'Abiyi.
L'octubre de 2015, Abiy va esdevenir el ministre de Ciència i Tecnologia d'Etiòpia, un lloc que va deixar sol després de dotze mesos. A partir d'octubre de 2016, Abiy es va exercir com a vicepresident de la Regió d'Oromia com a part de l'equip del president de la Regió d'Oromia, Lemma Megersa, i es va mantenir com a membre de la Cambra Federal de Representants dels Pobles d'Etiòpia. Abiy també es va convertir en el director de l'Oficina de Planificació i Desenvolupament Urbà d'Oromia. En aquest càrrec, s'esperava que Abiy fos la principal força impulsora darrere de la Revolució Econòmica d'Oromia, la reforma de les Terres i les Inversions d'Oromia, l'ocupació dels joves i la resistència a l'apropiació generalitzada de terres a la regió de Oromia. Com un dels seus deures en el càrrec, es va fer càrrec dels desplaçats d'un milió de persones Oromo de la regió de Somàlia durant els disturbis de 2017.
Com a cap de la Secretaria de l'ODP a partir d'octubre de 2017, Abiy va creuar les divisions religioses i ètniques per facilitar la formació d'una nova aliança entre els grups Oromo i Amhara, que representen dos terços dels 100 milions d'habitants que componen la població etíop.
A principis de 2018, molts observadors polítics van considerar a Abiy i Lemma com els polítics més populars dins de la majoria de la comunitat Oromo i altres comunitats etíops. Això va venir després de diversos anys de disturbis a Etiòpia. Però malgrat aquesta qualificació favorable per Abiy i Lemma, els joves de la Regió d'Oromia van demanar una acció immediata sense demores per portar un canvi fonamental i llibertat a la Regió d'Oromia i Etiòpia, en cas contrari, s'esperaria més descontent. Segons el mateix Abiy, la gent està demanant una retòrica diferent, amb una discussió oberta i respectuosa en l'espai polític per permetre el progrés polític i guanyar a les persones per a la democràcia en lloc de pressionar-les. Fins a principis de 2018, Abiy va continuar ocupant el càrrec de cap de la secretaria de l'ODP i de l'Oficina de Desenvolupament Urbà i d'Habitatge d'Oromia i com a Vicepresident de la Regió d'Oromia. Després va deixar tots aquests llocs després de la seva elecció com a líder d'EPRDF.

### Guerra de Tigre (2020-2021)
La guerra esclatà quan Abiy Ahmed va llançar una ofensiva militar de l'exèrcit etíop (ENDF) amb el suport de la policia tant federal com regional, les forces de gendarmeria de les veïnes regions d'Amhara i Àfar i també de l'exèrcit d'Eritrea, país limítrof amb Tigre contra les forces del Front Popular d'Alliberament de Tigre que governen la regió, juntament amb els soldats desertors de l'ENDF i de voluntaris civils.
Després d'una llarga acumulació de forces eritrees i amhares a les fronteres de Tigre, els combats reals entre el TPLF i l'aliança Etiòpia-Eritrea-Amhara van començar amb els atacs del 4 de novembre contra les bases del Comandament Nord i la caserna general del ENDF a la regió de Tigre per part de les forces de seguretat alineades amb el TPLF i amb els contraatacs del ENDF a la regió de Tigre el mateix dia, que les autoritats federals van qualificar d'acció policial. Les forces federals van capturar Mekele, la capital de la regió de Tigre, el 28 de novembre, després de la qual cosa el primer ministre Abiy va donar per «acabada» l'operació a Tigre. No obstant això, el TPLF ja va declarar a finals de novembre que continuaria lluitant fins que els «invasors» marxessin de la regió i el 18 de gener de 2021, la Junta Electoral Nacional d'Etiòpia va posar fi al registre del partit, citant actes de violència i rebel·lió comesos per la direcció del partit contra el govern federal el 2020, així com la manca de representació. Després de mesos de lluita, la guerra va fer un tomb radical el 28 de juny de 2021 les tigrinyes van recuperar la seva capital, Mekelle.

## Premi Nobel de la Pau 2019
L'11 d'octubre 2019, el primer ministre etíop, Abiy Ahmed Ali, va ser guardonat amb el Premi Nobel de la Pau "pels seus esforços per aconseguir la pau i la cooperació internacional, i en particular la seva iniciativa decisiva per resoldre el conflicte fronterer amb la veïna Eritrea ". Premiant la seva àrdua tasca per aconseguir la sorprenent reconciliació, en els primers mesos del seu mandat, entre el seu país i Eritrea després de 20 anys d'hostilitats i més de 200.000 morts i milions de desplaçats a la guerra de 1998-2000. Però no només això, també per les seves mesures reformistes: va alliberar més de 7.000 presos polítics, va legalitzar a l'oposició, va demanar perdó per la brutalitat de l'Estat i va rebre amb els braços oberts a membres de grups exiliats que els seus antecessors havien qualificat de "terroristes". Abiy Ahmed Ali és reconegut per la seva tasca permanent per enfortir la democràcia al seu país i també per aconseguir igualtat de dones en el seu gabinet.